# Stiftung Wunderlampe
Die Stiftung Wunderlampe erfüllt nichtmaterielle Wünsche von gesundheitlich beeinträchtigten Kindern. Die Organisation wurde 2001 gegründet und hat ihren Sitz in Winterthur.
Persönliche Treffen mit DJ BoBo, Céline Dion, Pink, Roger Federer, Mickey Mouse fanden genauso statt, wie Fahrten in einer Dampflokomotive oder das Rasenmähen eines Fussballfeldes. Betroffene Familien, Ärzte oder Betreuungspersonen von in der Schweiz lebenden Kindern können sich mit dem Wunsch an die Stiftung wenden. Für die Wünschenden entstehen keine Kosten.
Im Jahr 2013 konnte der 1000. Wunsch erfüllt werden.

## Organisation
Die Organisation finanziert sich durch Spendengelder und ist in allen Kantonen der Schweiz steuerbefreit. „Botschafterin“ ist Christa Rigozzi.